# سوني جوزيف (مخرج)
سوني جوزيف (بالإنجليزية: Sunny Joseph)‏ هو مصور سينمائي ومخرج هندي، ولد في 12 أكتوبر 1957 في كيرلا في الهند.

## وصلات خارجية
- سوني جوزيف على موقع IMDb (الإنجليزية)
- سوني جوزيف على موقع ألو سيني (الفرنسية)
- سوني جوزيف على موقع أول موفي (الإنجليزية)
- سوني جوزيف على موقع قاعدة بيانات الفيلم (الإنجليزية)
- سوني جوزيف على موقع كينوبويسك (الروسية)